# Кубок світу з боксу 1981
II Кубок світу з боксу відбувався 11 - 18 листопада 1981 року у місті Монреаль в Канаді.

## Результати

### Медалісти
| Вагова категорія                   | Золото             | Срібло            | Бронза                                   |
| Перша найлегша вага (-48 кг)       | Івайло Марінов     | Хо Йон Мо         | Іполіто Рамос Гіл Джаміль                |
| Найлегша вага (-51 кг)             | Омар Сантіестебан  | Петр Лесов        | Юрій Александров Хуліо Перес             |
| Легша вага (-54 кг)                | Мігель Матурана    | Ім Сук Чанг       | Легтпет Тавон Луїс Деліс                 |
| Напівлегка вага (-57 кг)           | Адольфо Орта       | Самсон Хачатрян   | Пак Кі Чуй } Леопольдо Кантансіо         |
| Легка вага (-60 кг)                | Анхель Еррера Вера | Віктор Рибаков    | Браян Тінк Луїс Гарсія                   |
| Перша напівсередня вага (-63.5 кг) | Василь Шишов       | Рік Андерсон      | Фарук Джанджун Кім Дон Гіль              |
| Напівсередня вага (-67 кг)         | Серік Конакбаєв    | Рашко Ломський    | Луїс Говард Джон Рафферті                |
| Перша середня вага (-71 кг)        | Шон О'Салліван     | Армандо Мартінес  | Перес Ландінес У Джин Чой                |
| Середня вага (-75 кг)              | Хосе Гомес         | Юрій Торбек       | Амір Джаббар Дуглас Сем                  |
| Напівважка вага (-81 кг)           | Олександр Крупін   | Джонні Вільямс    | Луїс Кінтана Ісмаїл Халіл                |
| Важка вага (-91 кг)                | Карл Вільямс       | Олександр Ягубкін | Нам Хі Кім Луїс Кастільйо                |
| Надважка вага (+91 кг)             | Валерій Абаджян    | Джонні Кіз        | Даніель Вальтер Фальконі Петар Стоіменов |

### Медальний залік
| Місце | Держава        |    |    |    | Разом |
| ----- | -------------- | -- | -- | -- | ----- |
| 1     | СРСР           | 4  | 4  | 1  | 9     |
| 2     | Куба           | 4  | 1  | 2  | 7     |
| 3     | Болгарія       | 1  | 2  | 1  | 4     |
| 3     | США            | 1  | 2  | 1  | 4     |
| 5     | Канада         | 1  | 1  | 1  | 3     |
| 6     | Колумбія       | 1  | 0  | 2  | 3     |
| 7     | Південна Корея | 0  | 2  | 4  | 6     |
| 8     | Ірак           | 0  | 0  | 3  | 3     |
| 8     | Філіппіни      | 0  | 0  | 3  | 3     |
| 10    | Австралія      | 0  | 0  | 2  | 2     |
| 10    | Венесуела      | 0  | 0  | 2  | 2     |
| 12    | Еквадор        | 0  | 0  | 1  | 1     |
| 12    | Аргентина      | 0  | 0  | 1  | 1     |
| Разом | 13 держав      | 12 | 12 | 24 | 48    |